# Messua centralis
Messua centralis là một loài nhện trong họ Salticidae.
Loài này thuộc chi Messua. Messua centralis được Elizabeth Maria Gifford Peckham & George William Peckham miêu tả năm 1896.